# Mamestra permixta
Mamestra permixta là một loài bướm đêm trong họ Noctuidae.